# Svatove
Svatove (ukrainska: Сватове lyssna (fil), ryska: Сватово) är en stad i Luhansk oblast i nordöstra Ukraina. Den är administrativt centrum för Svatove rajon. Staden beräknades ha 16 145 invånare i januari 2022.
Svatove ligger vid floden Krasna, en biflod till Donets.